# Liste des jardins portant le label Jardin remarquable en Bretagne
Cet article recense les jardins possédant le label « jardin remarquable » en Bretagne, en France.
Au début 2024, la région compte 25 jardins ainsi labellisés.

## Liste
| Jardin                                                                     | Département     | Commune             | Année | Coordonnées                 | Photo |
| -------------------------------------------------------------------------- | --------------- | ------------------- | ----- | --------------------------- | ----- |
| Jardin de la rue au Lin                                                    | Côtes-d'Armor   | Gouarec             | 2020  | 48° 13′ 32″ N, 3° 10′ 43″ O |       |
| Jardin du Botrain                                                          | Côtes-d'Armor   | Guerlédan           | 2008  | 48° 10′ 32″ N, 3° 00′ 35″ O |       |
| Jardin du Grand Launay                                                     | Côtes-d'Armor   | Lanrivain           | 2008  | 48° 22′ 19″ N, 3° 12′ 39″ O |       |
| Parc et jardin du château de Rosanbo                                       | Côtes-d'Armor   | Lanvellec           | 2012  | 48° 37′ 33″ N, 3° 33′ 10″ O |       |
| Jardin du Pellinec                                                         | Côtes-d'Armor   | Penvénan            | 2012  | 48° 49′ 44″ N, 3° 17′ 33″ O |       |
| Parc et jardins du château de la Roche-Jagu                                | Côtes-d'Armor   | Ploëzal             | 2005  | 48° 44′ 00″ N, 3° 09′ 04″ O |       |
| Parc du château de Caradeuc                                                | Côtes-d'Armor   | Plouasne            | 2005  | 48° 17′ 38″ N, 1° 57′ 28″ O |       |
| Jardin de Kerfouler                                                        | Côtes-d'Armor   | Plouëc-du-Trieux    | 2020  | 48° 40′ 28″ N, 3° 10′ 35″ O |       |
| Jardin du Kestellic                                                        | Côtes-d'Armor   | Plouguiel           | 2009  | 48° 47′ 56″ N, 3° 13′ 40″ O |       |
| Jardins de Kerdalo                                                         | Côtes-d'Armor   | Trédarzec           | 2005  | 48° 47′ 08″ N, 3° 12′ 45″ O |       |
| Jardin du conservatoire botanique national de Brest                        | Finistère       | Brest               | 2008  | 48° 24′ 11″ N, 4° 26′ 56″ O |       |
| Parc botanique de Cornouaille                                              | Finistère       | Combrit             | 2005  | 47° 53′ 01″ N, 4° 09′ 54″ O |       |
| Jardin des simples de l'abbaye Notre-Dame                                  | Finistère       | Daoulas             | 2012  | 48° 21′ 43″ N, 4° 15′ 58″ O |       |
| Jardin Georges Delaselle                                                   | Finistère       | Île-de-Batz         | 2005  | 48° 44′ 31″ N, 3° 59′ 40″ O |       |
| Jardin du prieuré de Locmaria                                              | Finistère       | Quimper             | 2008  | 47° 59′ 19″ N, 4° 06′ 44″ O |       |
| Jardin exotique et botanique                                               | Finistère       | Roscoff             | 2005  | 48° 42′ 51″ N, 3° 58′ 35″ O |       |
| Parc du château de Trévarez                                                | Finistère       | Saint-Goazec        | 2006  | 48° 09′ 23″ N, 3° 48′ 27″ O |       |
| Jardins du château de la Ballue                                            | Ille-et-Vilaine | Bazouges-la-Pérouse | 2005  | 48° 26′ 18″ N, 1° 32′ 50″ O |       |
| Jardins de Brocéliande                                                     | Ille-et-Vilaine | Bréal-sous-Montfort | 2006  | 48° 03′ 41″ N, 1° 52′ 03″ O |       |
| Jardins Rocambole                                                          | Ille-et-Vilaine | Corps-Nuds          | 2019  | 47° 58′ 46″ N, 1° 36′ 40″ O |       |
| L'Athanor et jardin médiéval de la Fontaine de vie au manoir de Boisorcant | Ille-et-Vilaine | Noyal-sur-Vilaine   | 2008  | 48° 03′ 50″ N, 1° 30′ 07″ O |       |
| Jardin du Soleil Levant dans le parc botanique de Haute-Bretagne           | Ille-et-Vilaine | Parcé               | 2005  | 48° 16′ 23″ N, 1° 12′ 01″ O |       |
| Parc du château de la Bourbansais                                          | Ille-et-Vilaine | Pleugueneuc         | 2006  | 48° 24′ 18″ N, 1° 51′ 58″ O |       |
| Parc du château de Montmarin                                               | Ille-et-Vilaine | Pleurtuit           | 2005  | 48° 35′ 45″ N, 2° 04′ 27″ O |       |
| Parc du château du Bois-Cornillé                                           | Ille-et-Vilaine | Val-d'Izé           | 2015  | 48° 10′ 50″ N, 1° 18′ 08″ O |       |